# Зарудянська сільська рада (Оратівський район)
| Зарудянська сільська рада — колишній орган місцевого самоврядування у Оратівському районі Вінницької області з адміністративним центром у с. Заруддя. Сільській раді були підпорядковані населені пункти: - с. Заруддя - с. Гоноратка |

## Склад ради
Рада складалася з 16 депутатів та голови.

## Керівний склад сільської ради
| ПІБ                      | Основні відомості                                                 | Дата обрання | Дата звільнення |
| ------------------------ | ----------------------------------------------------------------- | ------------ | --------------- |
| Вакулюк Тетяна Кузьмівна | Сільський голова, 1958 року народження, освіта                    | 26.03.2006   | 31.10.2010      |
| Вакулюк Тетяна Кузьмівна | Сільський голова, 1958 року народження, освіта вища, позапартійна | 31.10.2010   |                 |

Примітка: таблиця складена за даними джерела